# Dolmen de Peyrelevade (Paussac-et-Saint-Vivien)
Pour les articles homonymes, voir Peyrelevade.
Le dolmen de Peyrelevade est situé à Paussac-et-Saint-Vivien dans le département français de la Dordogne.

## Protection
L'édifice est inscrit au titre des monuments historiques le 10 novembre 1960.

## Description
Le monument est signalé dès 1821 par Wlgrin de Taillefer. En 1933, en raison de son mauvais état, la Société historique et archéologique du Périgord entreprend de le restaurer. Cette restauration a contribué à modifier son architecture initiale.
Il s'agit d'un dolmen de type angoumoisin. La chambre sépulcrale, de plan quadrangulaire, se poursuit par un couloir d'accès plus court. Elle est orientée selon un axe nord-ouest/sud-est. Elle est délimitée par cinq orthostates, quatre en calcaire, un en grès. L'ensemble délimite un trapèze de  6,50 m de long et de 3 m de large au chevet contre 1,30 m à l'entrée. Le tout est recouvert d'une monumentale table de couverture (3,90 m de long sur 3 m de large et épaisse de 0,40 m à 0,60 m) en grès sidérolithique.
Une petite hache en pierre polie de couleur verte, de 8,20 cm, retrouvée dans le dolmen serait conservée, selon D. Pauvert, dans les collections du Musée d'art et d'archéologie du Périgord.

## Galerie

le dolmen de Peyrelevade
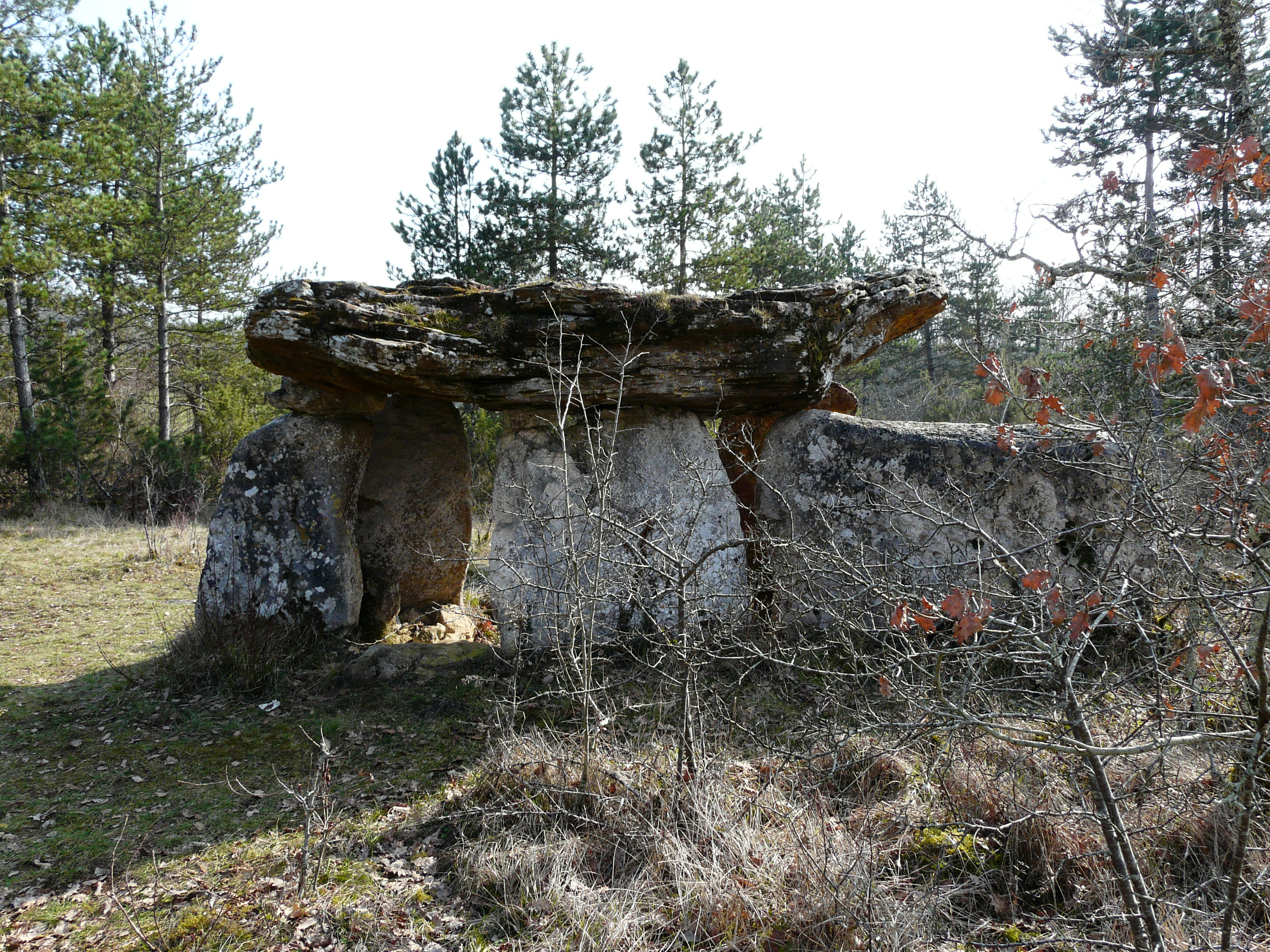
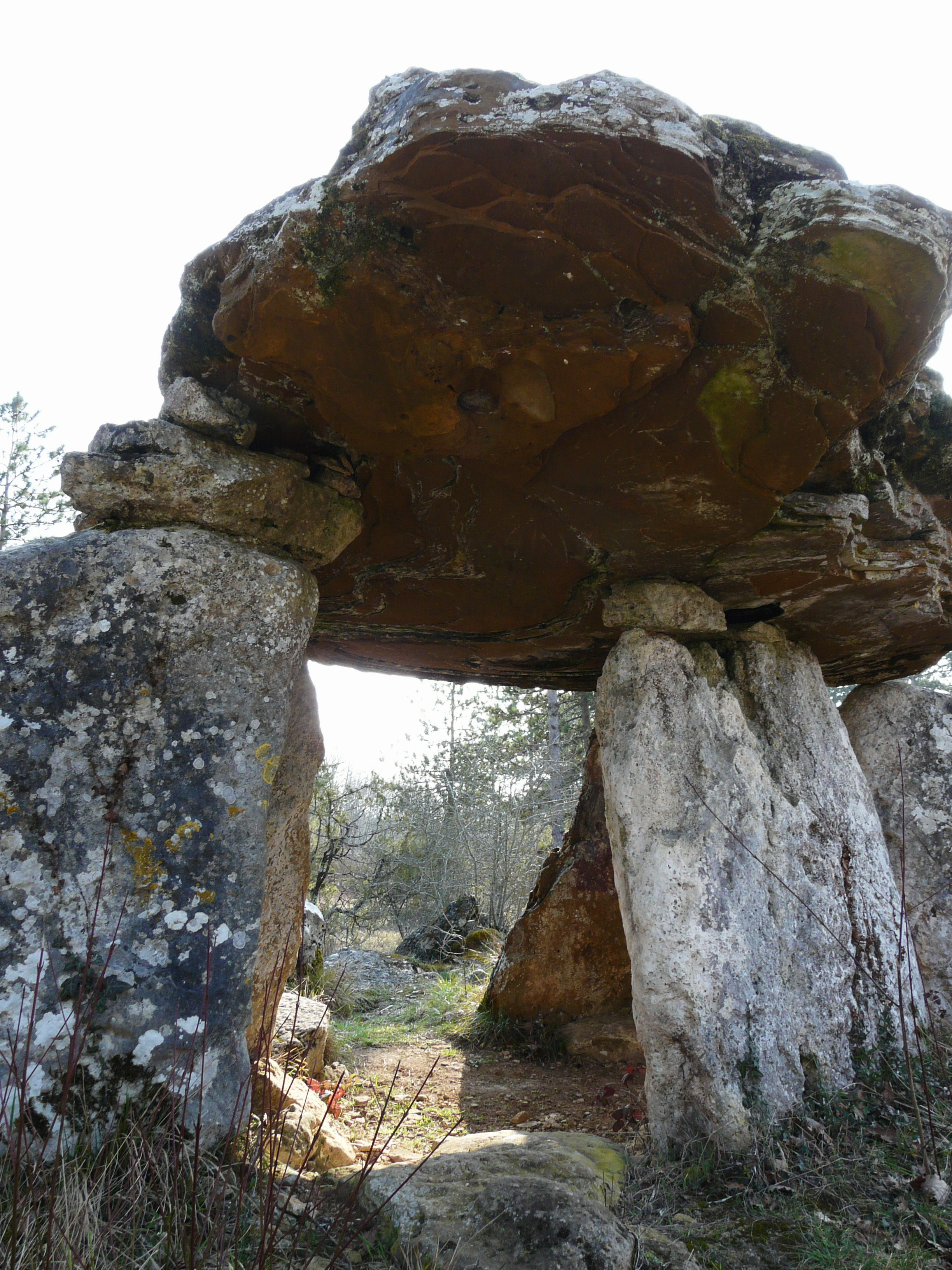
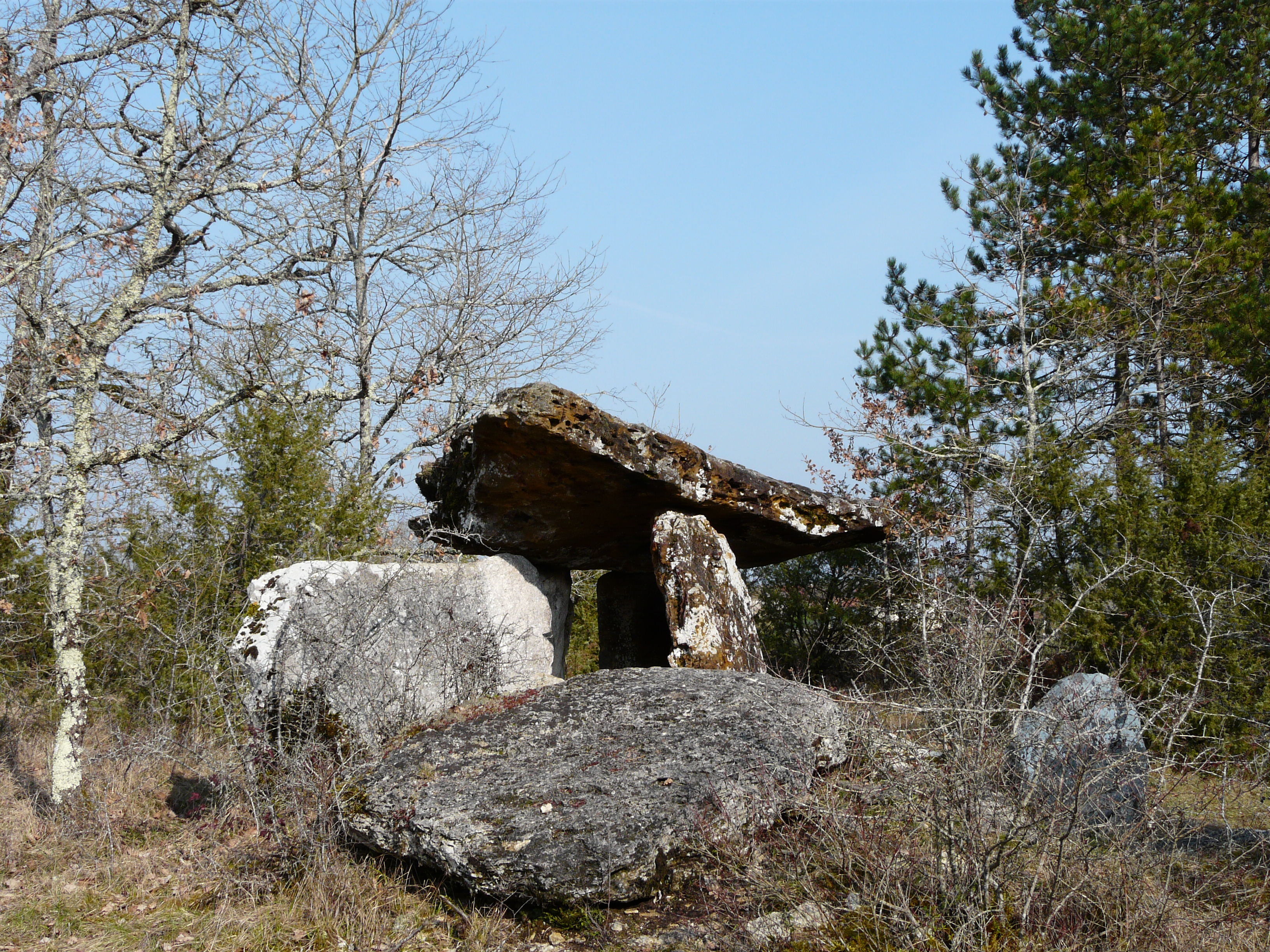